# Gusev
Gusev (russisk: Гу́сев; tr. Gúsev), indtil 1946 kendt som Gumbinnen (tysk: Gumbinnen; polsk: Gąbin; litauisk: Gumbinė), er en by i Rusland. Byen ligger i Kaliningrad oblast, der er en russisk eksklave mellem Polen og Litauen. 
Gusev ligger ca. 105 kilometer øst for byen Kaliningrad, hvor floderne Pissa og Krasnaja løber sammen. Byen har et indbyggertal på 28.820 (2023) indbyggere. Den blev grundlagt i 1500-tallet  og fik bystatus i 1724. I 1914 fandt Slaget ved Gumbinnen, en af de indledende kamphandlinger på Østfronten under Første Verdenskrig, sted ved byen. Gusev er hovedby i Gusev rajon i Kaliningrad oblast.